# Присеака (Арђеш)
Присеака (рум. Priseaca) насеље је у Румунији у округу Арђеш у општини Кошешти. Oпштина се налази на надморској висини од 373 m.

## Становништво
Према подацима из 2002. године у насељу је живело 229 становника, од којих су сви румунске националности.